# Tunnelionisation
Tunnelionisation ist ein Vorgang, bei dem Elektronen durch die Potentialbarriere aus einem Atom oder Molekül entweichen. In einem starken elektrischen Feld wird die Potentialbarriere eines Atoms oder Moleküls drastisch verzerrt. Dadurch verringert sich die Breite der Barriere, die Elektronen überwinden müssen, so dass sie leichter aus dem Atom oder Molekül entweichen können (siehe Tunneleffekt). Die Tunnelionisation ist ein Quanteneffekt: nach den klassischen Gesetzen kann ein Teilchen auch die verformte Coulomb-Barriere nicht überwinden, da es dazu zu wenig Energie hat.

## DC Tunnelionisation
Die Tunnelionisation aus dem Grundzustand eines Wasserstoffatoms in einem elektrostatischen (DC) Feld wurde zuerst von Cornelius Lanczos untersucht.

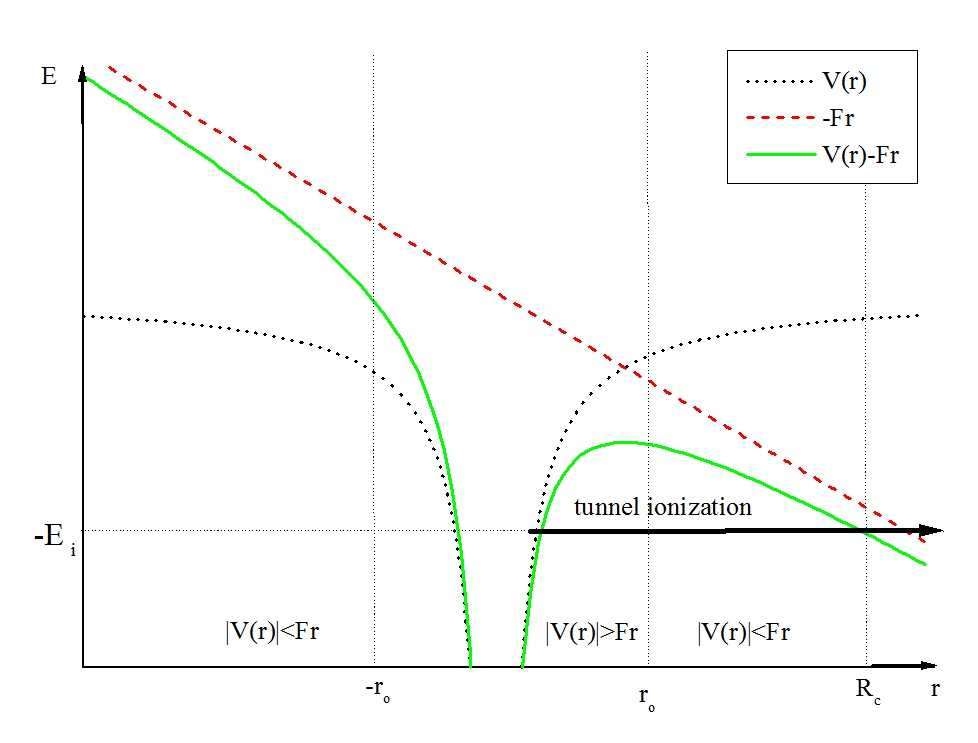
Potential eines Atoms in einem externen konstanten elektrischen Feld. Für kleine Abstände vom Atomkern, kann das Potential des externen Feldes vernachlässigt werden, während für größere Abstände, das Coulombpotential gegenüber dem externen Potential vernachlässigbar ist. Das Elektron verlässt die Barriere bei ; ist das Ionisationspotential des Atoms.

Landau-Lifschitz skizzieren eine vereinfachte Ableitung für ein Teilchen der Masse {\displaystyle m} und Ladung {\displaystyle e}, die die richtige exponentielle Abhängigkeit der Ionisationrsate vom angewandten äußeren Feld liefert. Wenn {\displaystyle E\ll E_{a}} ist, ist die Ionisationsrate gegeben durch:
{\displaystyle w=4\omega _{a}{\frac {E_{a}}{\left|E\right|}}\exp \left[-{\frac {2}{3}}{\frac {E_{a}}{\left|E\right|}}\right]}
Die Parameter {\displaystyle E_{a},\omega _{a}} sind in SI-Einheiten gegeben durch:
{\displaystyle E_{a}={\frac {m^{2}e^{5}}{(4\pi \varepsilon _{0})^{3}\hbar ^{4}}}},
{\displaystyle \omega _{a}={\frac {me^{4}}{(4\pi \varepsilon _{0})^{2}\hbar ^{3}}}},
wobei {\displaystyle \hbar } die reduzierte Planck-Konstante und {\displaystyle \varepsilon _{0}} die elektrische Feldkonstante sind. Die Ionisationsrate ist der Gesamtwahrscheinlichkeitsstrom durch den äußeren klassischen Umkehrpunkt. Dieses Ergebnis kann mithilfe der WKB-Näherung abgeleitet werden.

## AC Tunnelionisation
Die Ionisationsrate eines Wasserstoffatom in einem elektrischen Wechselfeld, wie es zum Beispiel durch einen Laser erzeugt wird, lässt sich in einem geeigneten Grenzfall als eine DC Ionisationsrate berechnen (wobei die Feldstärke über eine Periode der Oszillation des elektrischen Feldes gemittelt wird).
In einem periodischen Wechselfeld kehrt sich die Feldrichtung in jeder Halbperiode um. Elektronen, die vom Atom oder Molekül wegbeschleunigt wurden, werden daher eine Halbperiode später wieder zu ihm hin beschleunigt. Bei diesem Vorgang rekombinieren einige Elektronen mit dem Atom bzw. Molekül. Da sie viel kinetische Energie mitbringen, wird überschüssige Energie als energiereiches Licht freigesetzt. Man kann so auf effiziente Weise Ultraviolettstrahlung oder Röntgenstrahlung erzeugen. Wenn keine Rekombination erfolgt, kann es zu weiterer Ionisation der Atome oder Moleküle durch Kollision mit den energiereichen Elektronen kommen, wodurch Ionen höherer Wertigkeit entstehen.